# Giovanni Lindeberg
Hilding Fredrik Giovanni Lindeberg, född 30 december 1883 i Gryts socken, Östergötland, död 11 oktober 1969 i Sköns församling i Västernorrlands län, var en svensk präst, författare och läroverkslärare.

## Biografi
Fadern var kyrkoherde Otto Edvard Lindeberg. Efter studentexamen vid Linköpings högre allmänna läroverk 1902 blev han student vid Uppsala universitet. Lindeberg avlade 1903 teologisk-filosofisk examen, blev 1906 filosofie kandidat och 1915 teologie kandidat vid Uppsala universitet; samtidigt arbetade han som lärare vid folkhögskolorna i Fränsta, Lunnevad, Malung och Molkom. 1917-1919 arbetade han som extra lärare vid Södertälje samskola och var 1917-1919 vikarierande rektor för Uppsala läns folkhögskola i Vik. Lindeberg prästvigdes 1919 och arbetade 1919-1920 som adjunkt vid Djursholms samskola. Han var huvudlärare vid Värmlands godtemplares folkhögskolekurser 1920-1926. Periodvis tjänstgjorde han som pastorsadjunkt i Dalarna 1920-1921 och 1924. Lindeberg var från 1920 ledamot av Sveriges författarförening. Han var adjunkt i kristendom och modersmål vid Sundsvalls högre allmänna läroverk 1927-1948.
Lindeberg utgav ett antal litteraturvetenskapliga arbeten men även några litterära essäsamlingar samt några diktsamlingar.

### Redaktör
- Södra Norrlands diktare : läsebok. Hembygdens diktare. Uppsala: Lindblad. 1932. Libris 1405235
- Med diktarens ögon : svensk poesi i urval för skola och hem. Stockholm: Natur o. kultur. 1952. Libris 1433561